# Oakfield Demesne

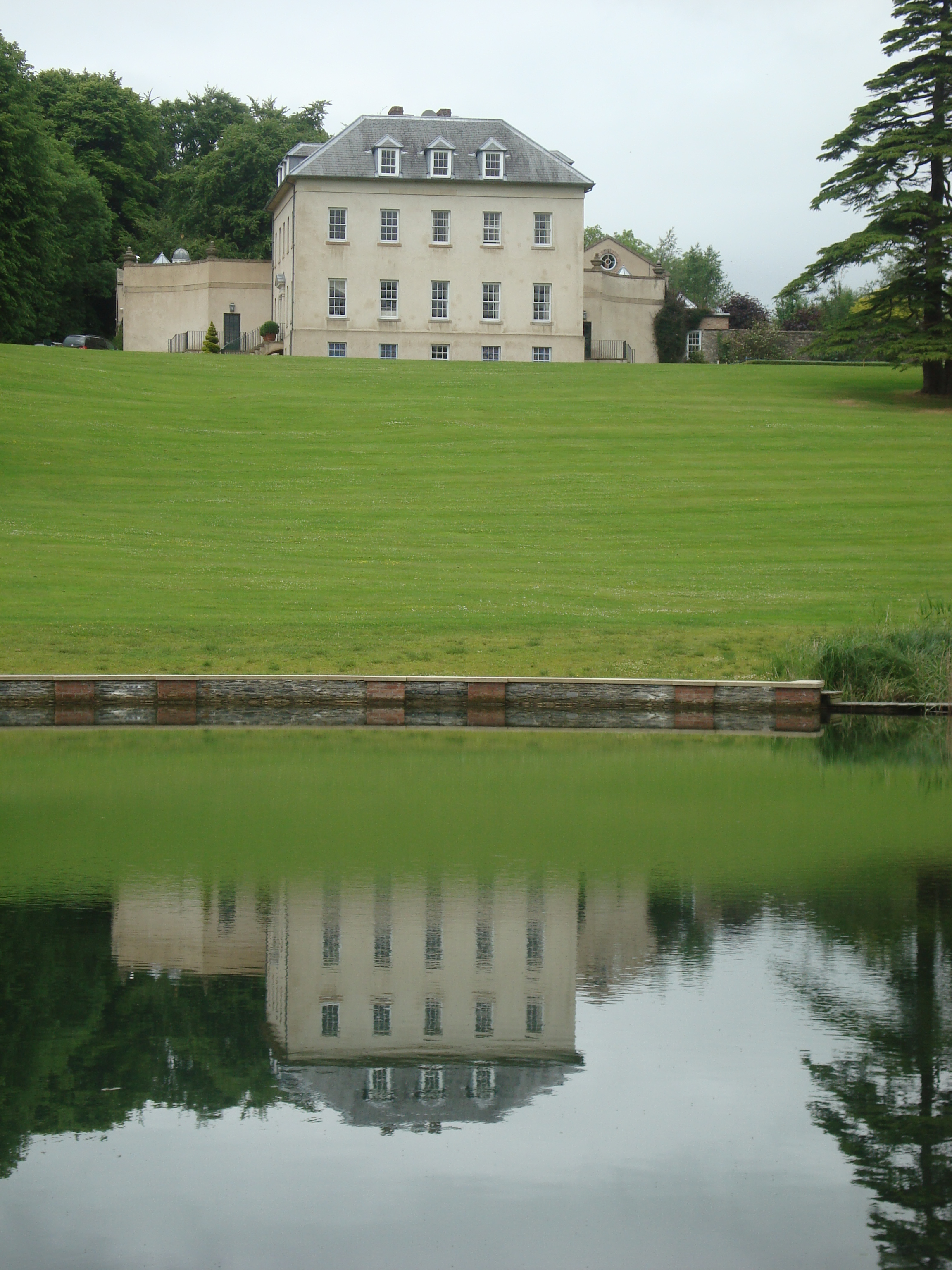
Oakfield House (2010)

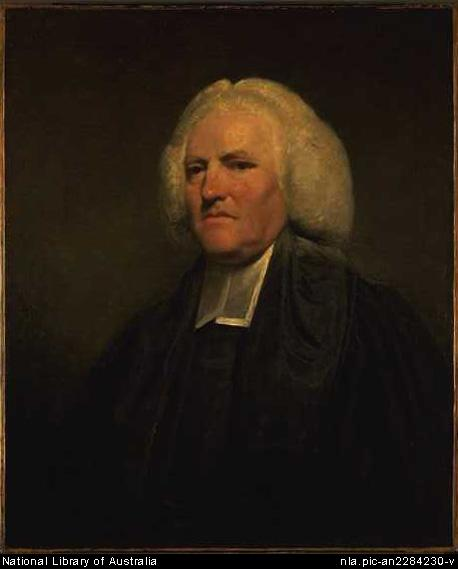
James King, Dekan von Raphoe 1776 bis 1795, Porträt von Joshua Reynolds (1781)

Oakfield Demesne ist ein denkmalgeschützter Landsitz außerhalb von Raphoe im County Donegal in Irland.

## Geschichte
Der Landsitz Oakfield Demesne wurde um 1739 für William Cotterell († 1744), den anglikanischen Dekan von Raphoe, erbaut. Das Anwesen blieb Sitz des Dekans bis 1869, als der Artilleriehauptmann Thomas Butler Stoney es kaufte und mit Landkäufen vergrößerte. Oakfield blieb im Besitz seiner Familie bis in die 1930er Jahre. Der Unternehmer und Medienschaffende Sir Gerry Robinson (1948–2021) und seine Gattin Lady Heather Robinson kauften 1996 das Anwesen und ließen es durch den Landschaftsarchitekten Anthony Wright herrichten.